# Breg pri Temenici
Breg pri Temenici je naselje v Občini Ivančna Gorica.